# Moramanga
Moramanga är en stad och kommun i regionen Alaotra-Mangoro i den östra delen av Madagaskar. Kommunen hade 57 084 invånare vid folkräkningen 2018, på en yta av 40,79 km². Den ligger mellan landets östkust och huvudstaden Antananarivo, cirka 75 kilometer öster om Antananarivo.
Staden Moramanga har en viktig plats i Madagaskars historia. Det var i staden, natten till den 29 mars 1947, som det madagaskiska upproret mot det franska koloniala styrandet började. Moramanga är även stammen Bezanozanos (en av Madagaskars 18 stammar) huvudstad. Moramanga är beläget på en platå mellan de centrala höglandet och östkusten. Nationalvägen RN 2 binder samman Moramanga med Antananarivo och Toamasina. Staden är ansluten till järnvägarna TCE (Tananarive-Côte Est) och MLA (Moramanga-Lac Alaotra), vilket gör staden till den enda järnvägsknuten i Madagaskar vid sidan om huvudstaden.